# Bosnien-De-facto-Unterstützungsaktion
Die Bosnien-De-facto-Unterstützungsaktion, oder kurz De-facto-Aktion, war eine Konstruktion gegenüber der herkömmlichen Asylpraxis, als aufgrund der Jugoslawienkriege, insbesondere dem Bosnienkrieg, viele Kriegsflüchtlinge nach Österreich kamen.
Es wurde von „De-facto“-Flüchtlingen gesprochen, da sie de jure keine Flüchtlinge waren und daher keinen Aufenthaltstitel hatten.

## Verlauf der Aktion
Die Unterstützungsaktion begann Ende 1991, als die Spannungen zwischen den drei Ethnien in Bosnien–Herzegowina – den Bosniaken, den Serben und den Kroaten – zu eskalieren begannen. Österreich hatte zu der Zeit Platz für 30.000 Asylwerber, mit einer Verneunfachung der Anträge von Menschen aus Ex-Jugoslawien. Politisch wurde unter der Regierung Vranitzky beschlossen, weitere 60.000 Plätze vorzubereiten, und das auch bekannt werden zu lassen.
Da nur einem kleinen Teil der Vertriebenen der Flüchtlingsstatus gemäß der Genfer Konvention zukam, wurde kein Verfahren nach der Genfer Konvention und dem Bundesbetreuungsgesetz eingeleitet, sondern der Aufenthalt nach dem Aufenthaltsgesetz erteilt. Damit waren sie mit einer österreichischen Lösung den Flüchtlingen nach internationalem Recht gleichgestellt. Zugleich waren die Unterbringung und die Betreuung der Kriegsflüchtlinge mit den Bundesländern zu regeln.
Die eigentliche Unterstützungsaktion für De-facto-Flüchtlinge aus Jugoslawien wurde am 29. Februar 1992 beendet; für Härtefälle galt eine Auslauffrist bis 31. März 1992. Die Maßnahme insgesamt lief bis August 1998.

## Nachwirkungen
Seinerzeit wurden etwa 90.000 Menschen aufgenommen, von denen etwa zwei Drittel in Österreich blieben und integriert wurden. Etwa 11.000 kehrten in ihr Heimatland zurück, die anderen zogen in andere Asylländer weiter.
Gelobt wurde, dass bei der Aktion nicht Flüchtlingsanträge verschleppt wurden, und anstelle von Kompetenzstreitigkeiten zwischen Behörden, Ministerien, Bund und Ländern die notwendigen Entscheidungen  unbürokratisch im Innenministerium, damals unter Franz Löschnak, getroffen wurden. Die Maßnahme galt als direkte Umsetzung der Europäischen Menschenrechtskonvention (EMRK), die Österreich 1958 unterzeichnet hatte.
Prinzipiell besteht eine traditionell enge Beziehungen Österreichs mit Bosnien-Herzegowina, das vor dem Ersten Weltkrieg 40 Jahre zu Österreich-Ungarn gehörte. Ab den 1970ern gab es aber zunehmende Ressentiments gegenüber Gastarbeitern aus der Balkanregion (vergl. das Schimpfwort „Tschusch“). Die De-facto-Aktion kann als Ende dieser Phase gesehen werden, und fällt in die Zeit des europäischen Integrationsprozesses (EU-Beitritt Österreichs 1995).
Die an und für sich allgemein mögliche Maßnahme (Internationaler Schutz von Amts wegen) wurde beim Syrienkonflikt 2013/14 wieder angewandt, als 1500 syrische Menschen direkt aus den Bürgerkriegsgebieten aufgenommen wurden.  Wegen der eskalierenden Flüchtlingskrise 2015 mit den in die Hunderttausende gehenden Flüchtlingsströmen wurde sie danach aber nicht weiter in Betracht gezogen.